# Središče ob Dravi
Središče ob Dravi (em alemão:  Polstrau) é um município da Eslovênia. A sede do município fica na localidade de mesmo nome.